# オリンピックのソマリア選手団
オリンピックのソマリア選手団（オリンピックのソマリアせんしゅだん）は、1972年ミュンヘンオリンピックで初参加。しかし1976年のモントリオールオリンピックでは、ニュージーランドのラグビーチームが当時アパルトヘイトを行っていた南アフリカ共和国へ遠征に行った問題で、他のアフリカ諸国とともにボイコット。1980年モスクワオリンピックでは、ソ連がアフガニスタンに侵攻した問題（アフガニスタン問題）でアメリカを中心にした西側諸国とともにボイコットしている。1984年ロサンゼルスオリンピックで復帰したものの、1992年バルセロナオリンピックでは、1991年に本格化したソマリア内戦で不参加になった。国内の政情不安は続くものの、1996年アトランタオリンピック以降は毎回参加している。
ソマリアの国内オリンピック委員会は1959年に設立されたものの、国際オリンピック委員会（IOC）に承認されるのは1972年。
2016年現在冬季大会には一度も出場していない。またメダル獲得したソマリア選手団もいない。

## メダル獲得数一覧

### 夏季オリンピック
| 大会名                | 金     | 銀     | 銅     | 計     |
| 1972 ミュンヘン       | 0      | 0      | 0      | 0      |
| 1976 モントリオール   | 不参加 | 不参加 | 不参加 | 不参加 |
| 1980 モスクワ         | 不参加 | 不参加 | 不参加 | 不参加 |
| 1984 ロサンゼルス     | 0      | 0      | 0      | 0      |
| 1988 ソウル           | 0      | 0      | 0      | 0      |
| 1992 バルセロナ       | 不参加 | 不参加 | 不参加 | 不参加 |
| 1996 アトランタ       | 0      | 0      | 0      | 0      |
| 2000 シドニー         | 0      | 0      | 0      | 0      |
| 2004 アテネ           | 0      | 0      | 0      | 0      |
| 2008 北京             | 0      | 0      | 0      | 0      |
| 2012 ロンドン         | 0      | 0      | 0      | 0      |
| 2016 リオデジャネイロ | 0      | 0      | 0      | 0      |
| 2020 東京             | 0      | 0      | 0      | 0      |
| 2024 パリ             | 0      | 0      | 0      | 0      |
| 合計                  | 0      | 0      | 0      | 0      |